# Zaraxolia devians
 (août 2021).
Genre
Synonymes
- Zarax Sørensen, 1932 nec Pascoe, 1867

Espèce
Synonymes
- Zarax devians Sørensen, 1932

Zaraxolia devians, unique représentant du genre Zaraxolia, est une espèce d'opilions laniatores de la famille des Cosmetidae.

## Distribution
Cette espèce est endémique de Colombie.

## Description
La femelle holotype mesure 8 mm.

## Systématique et taxinomie
Cette espèce a été décrite sous le protonyme Zarax devians par Sørensen en 1932. Le nom Zarax Sørensen, 1932 étant préoccupé par Zarax Pascoe, 1867, il est remplacé par Zaraxolia par Strand en 1942.

## Publications originales
- Henriksen, 1932 : « Descriptiones Laniatorum (Arachnidorum Opilionum Subordinis). Opus posthumum recognovit et edidit Kai L. Henriksen. » Det Kongelige Danske Videnskabernes Selskabs skrifter, Naturvidenskabelig og Mathematisk Afdeling, sér. 9, vol. 3, no 4, p. 197–422.
- Strand, 1942 : « Miscellanea nomenclatoria zoologica et Paleontologica X. » Folia Zoologica et Hydrobiologica, vol. 11, p. 386–402.